# ロウアー・マンハッタン-ジャマイカ/JFK・トランスポーテーション・プロジェクト
ロウアー・マンハッタン-ジャマイカ/JFK・トランスポーテーション・プロジェクト（Lower Manhattan – Jamaica / JFK Transportation Project）はニューヨーク市が計画している公共事業プロジェクトで、ロングアイランド鉄道アトランティック支線と新設するイースト川渡河トンネルを経由して、ワールド・トレード・センター・トランスポーテーション・ハブそばに建設する新駅と ジャマイカ駅およびジョン・F・ケネディ国際空港を結ぶ計画である。これにより、JFK空港とロウアー・マンハッタンが乗換なしの36分間で結ばれることになり、ロングアイランドからの所要時間も最大40%削減される。また、マンハッタン区内のIRTブロードウェイ-7番街線（2系統・3系統）やIRTレキシントン・アベニュー線（4系統・5系統）、IND8番街線（A系統・C系統）およびBMT4番街線（N系統・R系統）の混雑緩和も期待されている。
ロウアー・マンハッタン-ジャマイカ/JFKトランスポーテーション・プロジェクトはジョージ・パタキ元ニューヨーク州知事の優先政策だったが、後任のエリオット・スピッツァーはIND2番街線やロングアイランド鉄道イースト・サイド・アクセス、 あるいはタッパン・ジー・ブリッジの架け替えに比べれば優先度は低く、費用対効果の面から慎重に評価したいと述べた。

## 経緯
アメリカ同時多発テロ事件以前は、ロウアー・マンハッタンはアメリカ合衆国で3番目に大きなビジネス街であった（現在はミッドタウン・マンハッタン、シカゴ、ワシントンD.C.に次いで第4位である）。多くの利用者がロウアー・マンハッタンの職場への通勤にロングアイランド鉄道を利用してアトランティック・ターミナル駅からマンハッタン方面の地下鉄に乗り換えたり、ペン・ステーションからダウンタウン方面の地下鉄に乗り換えているが、どちらもかなり時間がかかるのが問題であった。
長年の間、ロングアイランド鉄道アトランティック支線をロウアー・マンハッタンまで延伸する計画がいくつも提案されていたが、どれ一つとして実現に至らなかった。アメリカ同時多発テロ事件で被害を受けたロウアー・マンハッタンの交通機関を再建する努力の中でこの提案が改めて脚光を浴びた。この計画により、ダウンタウンの経済的復興や、20世紀末の建築ブームで建てられたオフィスやアパートの従業員や住民で増加した人口への対応、さらには将来に向けた持続可能性の確保や自動車交通量の削減などが果たされることが期待されたのである。

## 計画中のルート
1999年に、リージョナル・プラン・アソシエーション（RPA）は以下の路線について検討を行っていた。
- ブロード・ストリートから125丁目までのIND2番街線全線
- ロングアイランド鉄道イースト・サイド・アクセス
- ブルックリン区・クイーンズ区・ブロンクス区の通勤鉄道路線に沿った地下鉄路線の延伸
- エアトレインJFK経由で直接JFK空港にアクセスできる地下鉄路線の延伸

RPAが提案した延伸計画は「メトロリンク」と呼ばれ、地下鉄駅の31駅新設、通勤鉄道駅の再利用3駅、新線建設 計31キロメートル (19 mi)を含むものであった。
地下鉄はグランド・セントラル-42丁目駅からIND2番街線を南進し、モンタギュー・ストリート・トンネルを経由してブルックリン区、さらにアトランティック・ターミナル駅からロングアイランド鉄道アトランティック支線を経てジャマイカ駅に達し、そこからエアトレインJFKでJFK空港に向かう、とされていた。
2004年にメトロポリタン・トランスポーテーション・オーソリティ（MTA）、ニューヨーク・ニュージャージー港湾公社、ロウアー・マンハッタン・デベロップメント・コーポレーションおよびニューヨーク・シティ・エコノミック・デベロップメント・コーポレーションによる候補ルートのフィジビリティスタディが完了した。ジャマイカ駅では既存のロングアイランド鉄道アトランティック支線とエアトレインJFKを接続するために全長460メートル (1,500 ft)の高架構造の建設が必要で、ブルックリン区のアトランティック・ターミナル駅からロウアー・マンハッタンのワールド・トレード・センター駅までトンネルを新設する必要があった。このフィジビリティスタディでは、イースト川の渡河方法について4案が提示されていた。
- トンネルを新設する。建設費は約40億ドル。
- 既存のIND8番街線クランベリー・ストリート・トンネルを利用する。既に線路容量を使い切っており、C系統をラトガーズ・ストリート・トンネル経由に変更する必要が生じる可能性がある。
- 既存のモンタギュー・ストリート・トンネルを利用する。線路容量には余裕があるが、2013年8月2日から2014年9月まで修繕工事のため閉鎖されていた。
- 既存のトンネルを組み合わせ、一方をロングアイランド鉄道、もう一方をエアトレインで使い分ける。

フィジビリティスタディではイーストリバー渡河トンネルの新設を勧めており、平日には平均してロングアイランド鉄道の通勤客10万人以上とエアトレインの乗客4,000-6,000人が利用すると推計していた。

## 資金調達
2004年6月に当時のパタキ州知事は手つかずだったロウアー・マンハッタンの復興基金を路線建設に充てることを提案し、翌月にはブッシュ政権からそのうち20億ドルの拠出が承認された。上院財政委員会は最終的に2007年に基金の使用を承認したが、ポート・オーソリティのマス・トランジット・トンネルやMTAのIND2番街線のような他のプロジェクトと競合したことから、パタキ州知事は任期が終わるまで路線建設の追加資金を確保するのに苦労し続けることになった。後任のエリオット・スピッツァー知事やデビッド・パターソン知事はこのプロジェクトに優先権を与えておらず、アメリカ上院も20億ドルの基金拠出の承認を差し止めている。一方で、この計画の総コストは60億ドルから86億-99億ドルに高騰している。